# Ария Царицы ночи
Der Hölle Rache kocht in meinem Herzen («В моей душе пылает жажда мести…») — вторая ария Царицы ночи, одного из главных персонажей оперы Моцарта «Волшебная флейта», из второго акта оперы. Благодаря ярким колоратурным пассажам входит в число самых узнаваемых оперных арий. Верхняя нота в арии — «фа» третьей октавы.
| Немецкий: Der Hölle Rache kocht in meinem Herzen, Tod und Verzweiflung, Tod und Verzweiflung flammet um mich her! Fühlt nicht durch dich Sarastro Todesschmerzen, So bist du meine Tochter nimmermehr, So bist du mein', Meine Tochter nimmermehr, Meine Tochter nimmermehr; So bist du meine Tochter nimmermehr! Verstossen sei auf ewig, Verlassen sei auf ewig, Zertrümmert sein auf ewig Alle Bande der Natur, Verstossen, verlassen und zertrümmert Alle Bande der Natur, Alle Bande, Alle Bande der Natur! Wenn nicht durch dich Sarastro wird erblassen! Hört, hört, hört Rachegötter, Hört der Mutter Schwur! | Русский: Ужасной мести жаждет моё сердце! Я беспощадна! Я беспощадна… Жажду мести я! Должен узнать Зарастро ужас смерти, А если нет, так ты не дочь моя! Не дочь моя! Больше ты не дочь моя! Так знай, что больше ты не дочь моя! Навек тебя оставлю, Живи одна в позоре! Из сердца вырву с корнем Даже память о тебе. Оставлю! Забуду! Вырву с корнем Даже память о тебе. Даже память, Даже память о тебе! И ты одна Погибнешь в униженье! Вам… вам… вам, боги мщенья, Вам даю обет! |

Первой исполнительницей арии была Йозефа Вебер, свояченица Моцарта. Эта ария была написана специально для её голоса, чтобы подчеркнуть его свойства.
Запись арии в исполнении Эдды Мозер была включена в состав видео- и звуковых сигналов Золотой пластинки «Вояджера».

## Записи
- Запись 1953 года (исполняет Рита Штрайх, дирижёр Ференц Фричай)